# Dysschema parnassiodes
Dysschema parnassiodes là một loài bướm đêm thuộc phân họ Arctiinae, họ Erebidae.